# Andrew Gault
Andrew Hamilton Gault, né le 18 août 1882 et décédé le 28 novembre 1958, était un officier de l'Armée canadienne et un homme politique britannique. Il a levé le Princess Patricia's Canadian Light Infantry à ses propres frais, le dernier régiment de l'Empire britannique à avoir été levé de manière privée. Il a atteint le grade de brigadier-général au sein des Forces armées canadiennes. De 1924 à 1935, il a été le député de Taunton du comté de Somerset au Royaume-Uni. En retournant au Québec après la Seconde Guerre mondiale, il a ardemment défendu sa propriété du mont Saint-Hilaire contre l'expropriation pour des intérêts miniers et l'a léguée à l'Université McGill afin d'aider à sa préservation.

## Biographie

### Éducation et affaires à Montréal
Andrew Hamilton Gault, connu sous le surnom de « Hammie », est né en Angleterre le 18 août 1882. Il étudia au Bishop's College School à Lennoxville au Québec, puis, à l'Université McGill à Montréal afin de se diriger pour des études en sciences à l'université d'Oxford. Au lieu de cela, il s'enrôla au sein du 2e bataillon des Royal Canadian Dragoons pour servir en Afrique du Sud lors de la seconde guerre des Boers où il servit avec distinction et dont il revint avec la médaille de la Reine pour l'Afrique du Sud (en) avec trois barrettes. Il tenta de rejoindre un régiment de cavalerie de la British Army, mais ce fut infructueux et il revint à Montréal avec le grade de capitaine au sein du 5e bataillon du Black Watch (Royal Highland Regiment) of Canada. En 1908, Andrew Gault se maria avec Marguerite Claire Stephens, la fille de George Washington Stephens.
À Montréal, Andrew Gault commença une carrière dans le monde des affaires. De 1909 à 1911, Andrew Gault fut nommé consul-général pour la Suède au Canada. De 1911 à 1913, il était membre de la chambre de commerce de Montréal. Il fut directeur de différentes compagnies en lien avec sa famille incluant la compagnie de marchandises au détail Gault Brothers and Company, la Montreal Cotton Company, la Van Allen Company, la Trent Valley Woolen Company, la Crescent Manufacturing Company et les Gault Brothers de Winnipeg et de Vancouver.
Bien qu'il eût du succès dans le monde des affaires, Andrew Gault avait peu d'intérêts dans les affaires, préférant plutôt les aventures physiques et la vie militaire. En effet, il s'absentait souvent du bureau pour aller faire du canot ou aller à la pêche dans le Nord-du-Québec, pour un safari de cinq mois en Afrique, pour chasser des chèvres des montagnes dans les Rocheuses ou pour voler avec son biplan en Europe, en Afrique du Nord et au Moyen-Orient.

### Princess Patricia's Canadian Light Infantry et Première Guerre mondiale
Dans la foulée de la Première Guerre mondiale, Andrew Gault offrit 100 000 $ au gouvernement canadien pour lever et équiper un bataillon d'infanterie pour le service outremer. Afin d'accélérer le processus de création de cette unité, Andrew Gault et le lieutenant-colonel Francis Farquhar des Coldstream Guards, alors secrétaire militaire auprès du gouverneur général du Canada, prirent la décision de recruter des hommes qui avaient déjà connu le service militaire, mais qui n'étaient pas déjà affectés à une unité de la Milice canadienne. Ainsi, à la fin du mois d'août 1914, le bataillon avait recruté 1 098 hommes en seulement dix jours et seulement 50 d'entre eux n'avaient pas connu la guerre soit durant la guerre des Boers ou avec la British Army.
Le colonel Farquhar demanda au gouverneur général du Canada, le duc de Connaught, la permission de nommer le nouveau régiment du nom de sa fille, la princesse Patricia de Connaught. La famille Gault avait déjà reçu les Connaught lors de leurs visites à Montréal et étaient des invités fréquents à Rideau Hall. Ainsi, le 10 août 1914, grâce à une charte incluse dans un rapport du comité du Conseil privé de la Reine pour le Canada, le Princess Patricia's Canadian Light Infantry (PPCLI) fut créé. La princesse Patricia devint la colonel-en-chef du régiment et conçut elle-même le drapeau régimentaire à la main.
Le capitaine Gault fut promu major et nommé commandant adjoint du régiment. Les soldats du PPCLI furent les premiers soldats canadiens à débarquer en France lors de la Première Guerre mondiale. Lors de la première bataille du régiment, le lieutenant-colonel Farquhar fut tué au combat à Saint-Éloi en 1915. Le 28 février de la même année, Andrew Gault fut blessé également à Saint-Éloi. Il rejoignit à nouveau le bataillon le 27 avril suivant. Il commanda le bataillon durant la première partie de la seconde bataille d'Ypres et devint ainsi le troisième commandant du PPCLI. Il fut blessé le matin, mais continua la bataille jusqu'à ce qu'il fût blessé une seconde fois, cette fois-ci plus sérieusement. Il retourna au front avec le bataillon en octobre 1915. Le 2 juin 1916, il fut blessé une troisième fois et perdit une jambe durant la bataille du mont Sorrel.
Bien qu'il eût été amputé d'une jambe, Andrew Gault refusa d'être rapatrié au Canada et retourna en France où il servit d'abord d'aide-de-camp pour le major-général Victor Williams, le General Officer Commanding de la 3e Division canadienne. Plus tard, il commanda le camp de renforcements de la 3e Division canadienne avec le grade local de lieutenant-colonel. Il fut promu lieutenant-colonel au sein de son propre régiment le 28 mars 1918, mais resta au camp de renforcement. Il rejoignit son régiment le 21 novembre de la même année et commanda celui-ci jusqu'à ce qu'il fût démobilisé.
Andrew Gault fut décoré de l'ordre du Service distingué britannique, de l'ordre de Sainte-Anne russe (troisième classe avec épées) ainsi que de l'ordre de Léopold belge[réf. souhaitée] et il reçut la citation militaire britannique à quatre reprises. Andrew Gault est l'un des deux seuls officiers du régiment à avoir survécu à la Première Guerre mondiale, le second étant le lieutenant-colonel Agar Adamson. En 1918, il tenta de se divorcer de sa première épouse qu'il soupçonnait de l'avoir trompé avec un officier de son régiment. Il n'y parvint pas devant le Sénat du Canada, qui était, à l'époque, le seul moyen pour les résidents du Québec d'obtenir le divorce, mais il réussit à l'obtenir devant une cour française.

### Politique au Royaume-Uni
Après s'être retiré de l'armée en 1920, Andrew Gault resta en Angleterre près de Taunton dans le comté de Somerset. En 1922, il se maria avec Dorothy Blanche Shuckburgh. En 1923, il se présenta aux élections avec le Parti unioniste (conservateur), mais perdit d'une faible marge de 3 000 votes face au Parti libéral. Il se présenta à nouveau l'année suivante et fut élu député pour Taunton lors des élections générales britanniques de 1924. Il fut réélu à deux reprises avant de se retirer de la Chambre des communes du Royaume-Uni lors des élections générales de 1935. En 1932, la ville de Taunton vota de manière unanime pour lui remettre les clés de la ville.
En plus de sa carrière politique, Andrew Gault servit au sein de nombreux comités au niveau local à Taunton. Il fut notamment président de la Society of Somerset Folk.

### Seconde Guerre mondiale et retour au Québec
Dans la foulée de la Seconde Guerre mondiale, Andrew Gault fut rappelé pour le service actif et servit au sein de l'Armée canadienne en Angleterre. Il fut promu colonel en 1940, puis, brigadier-général en 1942. Il commanda une unité de maintien de renforcements de l'Armée canadienne jusqu'à ce que son état de santé le force à se retirer en 1942. Il retourna alors au Canada à sa demeure au mont Saint-Hilaire au Québec. En effet, il avait acheté une propriété de 2 200 acres sur le mont Saint-Hilaire en 1913 avec l'intention de la protéger de l'expropriation par des intérêts miniers. À sa mort, il a légué cette propriété à l'Université McGill afin d'aider à sa préservation.
En 1947, Andrew Gault fonda l'association du Princess Patricia's Canadian Light Infantry et servit comme son premier président national. Il fut nommé lieutenant-colonel honoraire du PPCLI en 1948 et il visita le régiment à Calgary en 1953, puis, en Allemagne en 1954. Il fut nommé en tant que premier colonel du régiment peu avant sa mort le 28 novembre 1958 à l'hôpital Royal Victoria de Montréal. Il reçut des funérailles militaires à Montréal et fut inhumé en Angleterre à sa précédente résidence. Son ancienne résidence, Hatch Court (en), dans le comté de Somerset, comprend un musée commémorant sa carrière militaire.

## Annexe